# Hydrellia lata
Hydrellia lata är en tvåvingeart som beskrevs av Cresson 1944. Hydrellia lata ingår i släktet Hydrellia och familjen vattenflugor. Inga underarter finns listade i Catalogue of Life.